# Pulau Gebe
Pulau Gebe är en ö i Indonesien.   Den ligger i provinsen Maluku Utara, i den nordöstra delen av landet, 2 600 km öster om huvudstaden Jakarta. Arean är 143 kvadratkilometer.
Terrängen på Pulau Gebe är lite kuperad. Öns högsta punkt är 378 meter över havet. Den sträcker sig 29,6 kilometer i nord-sydlig riktning, och 33,0 kilometer i öst-västlig riktning.